# Hole.io
Hole.io je arkádová, fyzikální, logická videohra s mechanikou battle royale z roku 2018, kterou vytvořilo francouzské studio Voodoo pro Android a iOS.
Hráči ovládají černou díru s barevným okrajem, která se pohybuje po mapách, jako je město nebo farma. Konzumací různých objektů se díry zvětšují, což hráčům umožňuje konzumovat větší objekty a i menší díry ostatních hráčů.
Kritici hru při debutu chválili, hra se umístila na předních místech v sekci bezplatných aplikací v App Store a na Google Play. Někteří kritici však hru označili za klon nezávislé hry Donut County z roku 2018. Byla také kritizována za to, že je propagována jako „videohra pro více hráčů“, i když ostatní "hráči" jsou pravděpodobně počítačem ovládané NPC.

## Hratelnost
Hole.io kombinuje několik herních mechanismů. V klasickém režimu je cílem hráče stát se největší černou dírou do konce dvouminutového kola tím, že cestuje po okolí a pohlcuje stromy, lidi, auta a další objekty, které do černé díry padají, pokud mají odpovídající velikost. Postupně se díra zvětšuje a je schopna nasát budovy a menší černé díry. Pokud je objekt příliš velký, nespadne dovnitř a může zablokovat cestu a zabránit tak dalším objektům v průchodu. Hráči musí využívat fyziku hry v reálném čase ve svůj prospěch a optimalizovat svou cestu pro efektivní růst. Jiné černé díry mohou pohltit hráčovu díru, což má za následek „smrt“ a znovuzrození o několik sekund později.
Režim „Battle“ je režim battle royale, ve kterém se hráč utká s několika protivníky s cílem být poslední přeživší dírou. Hráči sice stále mohou konzumovat prostředí, ale cílem je zlikvidovat všechny ostatní díry.
Jak v klasickém, tak v „Battle“ režimu se nehraje proti hráčům, ale proti počítačům. Kromě toho existuje i sólo režim, který umožňuje hráčům hrát samotným s cílem spotřebovat co nejblíže 100% města během dvou minut. Jednoduchá mechanika hry ji řadí do žánru hyper-zábavných her.
Hráči na konci každého kola získávají body, které se započítávají do jejich úrovně. Každá úroveň odemyká nové skiny, které umožňují upravit vzhled díry. Další skiny lze odemknout také plněním určitých úkolů nebo konzumací určitých předmětů ve hře. 

## Porovnání sDonut County
Donut County je nezávislá videohra z roku 2018, která byla ve vývoji nejméně šest let před svým vydáním 28. srpna 2018, což vyvolalo obvinění vývojáře této hry, že Voodoo okopírovalo jeho nápad. Obě hry využívají stejnou mechaniku díry v zemi, která pohlcuje předměty a zvětšuje se tak. Donut County však navíc obsahuje příběh a postavy, které Hole.io postrádá. Naopak Hole.io přidává městskou krajinu. Podle Variety se celá řada her vývojáře Hole.io, společnosti Voodoo, skládá z klonů jiných her. Společnosti Voodoo se krátce po vydání hry Hole.io podařilo získat investici 200 milionů dolarů od společnosti Goldman Sachs.
V rozhovoru ze srpna 2018 tvůrce Donut County Ben Esposito poznamenal, že vývojáři jako Voodoo, kteří klonují, jsou na jedné straně spektra tvorby her, zatímco on je na druhé straně a přichází s novými nápady.